# Dr. Santana
Manoel Raimundo de Santana Neto (Juazeiro do Norte, 29 de abril de 1961), mais conhecido como Dr. Santana, é um médico e político cearense filiado ao Partido dos Trabalhadores (PT).

## Biografia
Manoel Raimundo de Santana Neto nasceu em Juazeiro do Norte, Ceará, no dia 29 de abril de 1961. Graduou-se em medicina pela Universidade Federal do Ceará, especializando-se em vigilância sanitária.
Em 1980 filiou-se ao Partido dos Trabalhadores (PT), e quatro anos depois fundou o diretório do partido em Juazeiro do Norte[carece de fontes?]. Em 2000 foi eleito vereador em Juazeiro, sendo o primeiro membro do PT a conquistar um mandato eletivo no município. Em 2004, concorreu à prefeitura de Juazeiro do Norte, ficando em terceiro lugar na disputa eleitoral. Em 2006, candidatou-se a deputado federal, ficando na suplência após conquistar 26.852 votos. Em 2008 foi eleito prefeito do mesmo município, contando com o apoio do então prefeito Raimundo Antônio de Macêdo.
A administração de Manoel Santana foi  marcada pelo ordenamento dos espaços públicos com retirada das feiras livres que ocupavam as Ruas São Paulo, Avenida Ailton Gomes e praça do Romeirão, Em parceria com o Governo Federal construiu na época o maior conjunto habitacional do interior do Ceará com 1280 casas do programa Minha Casa Minha Vida. Em parceria com o Governo do Estado do Ceará concluiu o Centro de Apoio aos Romeiros obra paralisada a dezesseis anos,
Santana foi novamente candidato à prefeitura de Juazeiro do Norte em 2012, apurando 35,96% dos votos, totalizando 45.127 votos, mas não conseguiu sua reeleição. Em 2014 foi candidato a deputado estadual, obtendo 31.172 votos ficando na quinta suplência,  exerceu o mandato em substituição a deputada licenciada Lais Nunes até 2018.